# Эфа, Вильгельм Франц

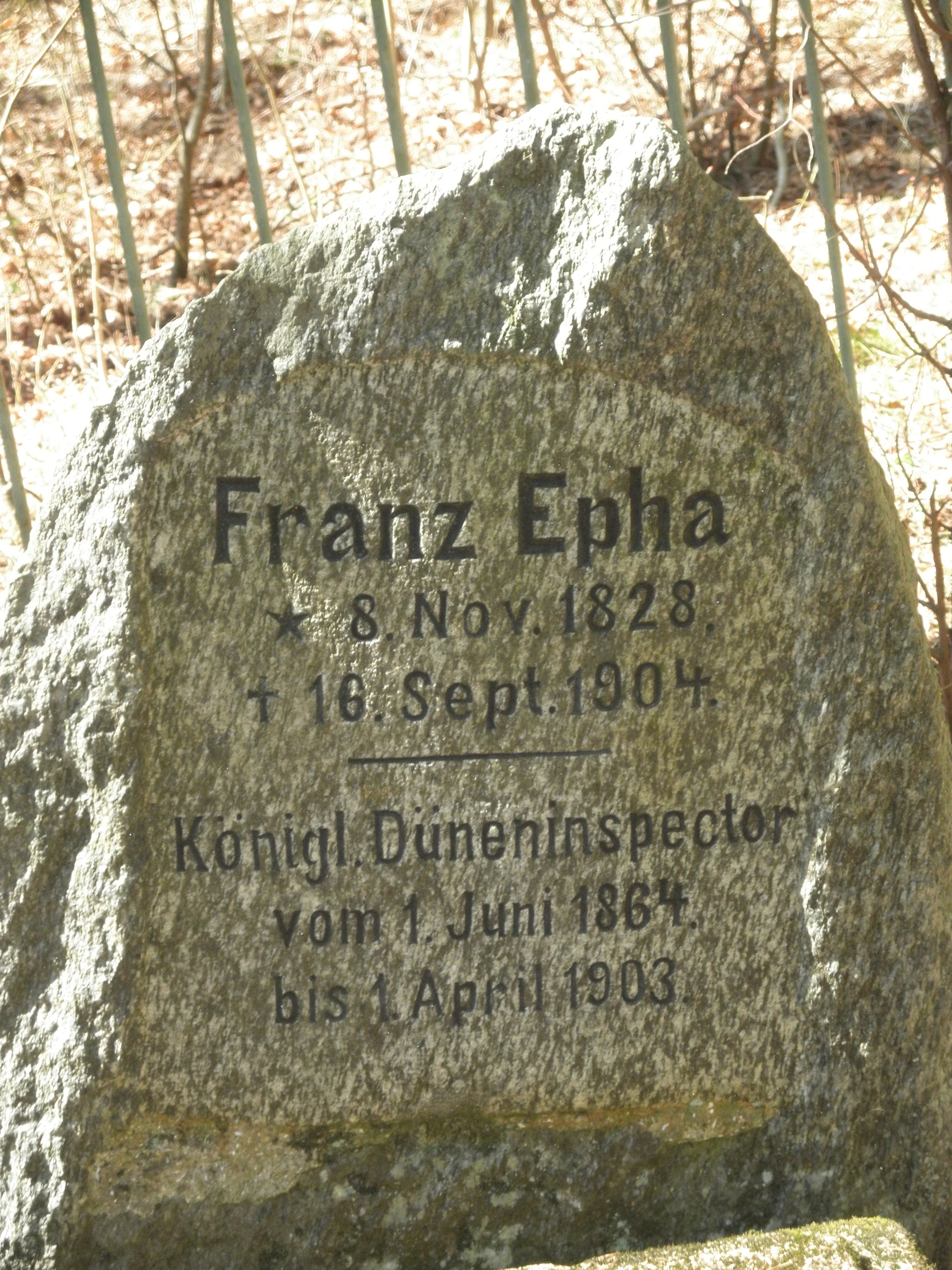
Могила Эфы у Рыбачьего поселка (2013)

Вильге́льм Франц Э́фа (нем. Wilhelm Franz Epha; 8 ноября 1828, Гольдап — 16 сентября 1904, Росситтен) — немецкий учёный и инженер, автор проекта по укреплению и облесению Куршской косы (ныне в Калининградской области и Литве).

## Биография
Эфа родился 8 ноября 1828 года в Гольдапе, Восточная Пруссия (ныне Голдап, Польша), в семье выходцев из Эльзаса. С 1846 по 1857 год служил в 1-м Восточнопрусском егерском батальоне в Браунсберге (ныне Бранево, Польша).
Более 40 лет проработал на Куршской косе в должности дюнного инспектора. В его честь названа самая высокая (64 метра) дюна на Куршской косе и во всей России — дюна Эфа.
Эфа скончался 16 сентября 1904 года на Куршской косе в посёлке Росситтен (ныне Рыбачий), где и был похоронен.